# Spalerosophis microlepis
Spalerosophis microlepis är en ormart som beskrevs av Jan 1865. Spalerosophis microlepis ingår i släktet Spalerosophis och familjen snokar. Inga underarter finns listade i Catalogue of Life.
Artens utbredningsområde är västra Iran och kanske angränsande områden av Irak. Arten lever i halvöknar, gräsmarker och områden med glest fördelade buskar. Honor lägger 3 till 5 ägg per tillfälle.
För beståndet är inga hot kända. Hela populationen anses vara stor. IUCN kategoriserar arten globalt som livskraftig.